# Пределы роста
«Преде́лы ро́ста» (англ. The Limits to Growth) — доклад Римского клуба по проекту «Проблемы человечества», опубликованный в 1972 году. Содержит результаты моделирования роста человеческой популяции и исчерпания природных ресурсов. В написании доклада принимали участие Донелла Медоуз, Деннис Медоуз, Йорген Рандерс и Уильям Беренс III (англ. William W. Behrens III).
Проблему перенаселенности Земли первым поднял Римский клуб еще лет 30 назад. Когда я был членом Римского клуба, там обсуждались глобальные проблемы — гонка ядерных вооружений, противоракетная оборона и другие. Тогда же стало ясно: главная проблема — проблема роста человечества.
Так как ресурсы Земли ограничены, то авторы поставили своей целью определить пределы экономического и демографического роста человеческой цивилизации в условиях постепенно истощающихся природных ресурсов. Основной целью создания модели было математически рассчитать, какие сценарии поведения будут наиболее характерными для мировой системы при её приближении к пределам роста, а также найти наиболее оптимальные (устойчивые) сценарии развития человечества:

Наша модель является формально-верифицируемой и математической, поэтому имеет два существенных преимущества перед общими рассуждениями. Во-первых, каждое положение модели записывается в виде математической зависимости и может быть в явном виде проверено или опровергнуто. Во-вторых, как только все положения модели проверены, обсуждены и признаны соответствующими нашему знанию о законах природы, поведение модели объективно вычисляется компьютером, каким бы сложным это поведение ни было.

Книга предназначалась широкой аудитории и не ставила задачу полного математического описания выполненных расчётов. Полный доклад с описанием реализации компьютерной модели был выпущен в 1974 году в виде книги Денниса Медоуза «Dynamics of Growth in a Finite World».

## Модель World3 1972 года
Модель World3 1972 года рассчитывала 9 основных переменных:
- невозобновляемые ресурсы;
- промышленный капитал;
- сельскохозяйственный капитал;
- капитал сферы услуг;
- свободная земля;
- сельхозугодья;
- городская и промышленная земля;
- неудаляемые загрязнители;
- народонаселение.

Основные переменные были связаны между собой 16 нелинейными дифференциальными уравнениями, а в вычислениях участвовало более 30 вспомогательных переменных и внешних параметров.
В книге 1972 г авторы представили 12 сценариев развития человечества, включая базовую модель.
| №  | Сценарий | Страница / диаграмма | Классификация                | Результат к 2100 году |
| -- | --- | -------------------- | ---------------------------- | --- |
| 1  | «Если не предпринимать ничего».                                                                                                   | 124/35               | Базовая модель               | Пик с последующим бесконтрольным сокращением населения и резким спадом уровня жизни. Ограничение по продовольствию (голод).                          |
| 2  | Удвоение запасов полезных ископаемых.                                                                                             | 127/36               | Геологическая удача          | Пик с последующим бесконтрольным сокращением населения и резким спадом уровня жизни. Ограничение по продовольствию (голод).                          |
| 3  | Неограниченный источник энергии                                                                                                   | 132/37               | Развитие технологии          | Пик с последующим бесконтрольным сокращением населения и резким спадом уровня жизни. Ограничение по загрязнению окружающей среды.                    |
| 4  | Неограниченный источник энергии и контроль загрязнений                                                                            | 136/39               | Развитие технологии          | Пик с последующей стабилизацией населения на низком уровне потребления.                                                                              |
| 5  | Неограниченный источник энергии для синтеза продовольствия                                                                        | 138/40               | Развитие технологии          | Пик с последующим бесконтрольным сокращением населения и резким спадом уровня жизни. Ограничение по загрязнению окружающей среды.                    |
| 6  | Неограниченный источник энергии, контроль загрязнений, контроль рождаемости.                                                      | 139/41               | Технологический и социальный | Пик с последующей стабилизацией населения на среднем уровне потребления.                                                                             |
| 7  | Неограниченный источник энергии для синтеза продовольствия, контроль рождаемости.                                                 | 140/42               | Технологический и социальный | Временная стабилизация с последующим бесконтрольным сокращением населения и резким спадом уровня жизни. Ограничение по загрязнению окружающей среды. |
| 8  | Активное ограничение рождаемости на уровне естественной убыли 1975 года                                                           | 160/44               | Чисто-социальный             | Немедленная стабилизация населения на среднем уровне потребления.                                                                                    |
| 9  | Активное ограничение рождаемости на уровне естественной убыли 1975 года, ограничение капитальных инвестиций                       | 162/45               | Чисто-социальный             | Немедленная стабилизация населения на среднем уровне потребления.                                                                                    |
| 10 | Активное ограничение рождаемости на уровне естественной убыли 1975 года, ограничение капитальных инвестиций, контроль загрязнений | 165/46               | Социальный и технологический | Немедленная стабилизация населения с последующим достижением высокого уровня потребления. Наиболее благоприятный сценарий.                           |
| 11 | «Мягкое» ограничение рождаемости, ограничение капитальных инвестиций, контроль загрязнений                                        | 168/47               | Социальный и технологический | Плавная стабилизация населения с последующим достижением средне-высокого уровня потребления. Наиболее реализуемый сценарий.                          |
| 12 | Сценарий 10, но проведение мероприятий отложено до 2000 года                                                                      | 169/48               | Социальный и технологический | Пик населения с последующей плавной стабилизацией при среднем уровне потребления.                                                                    |

Из двенадцати рассмотренных сценариев, пять (в том числе базовый) приводили к пику населения Земли на уровне 10—12 млрд человек к 2050 году, с последующим катастрофическим обвалом популяции до 1-3 млрд при резком снижении уровня жизни. Остальные 7 сценариев условно разделяются на «благоприятные» (10 и 11) и «менее благоприятные» (4, 6, 8, 9, 12).
Ни один из сценариев не приводил к «концу цивилизации» или «вымиранию человечества». Даже самый пессимистичный сценарий показывал рост материального уровня жизни до 2015 года. По расчётам, снижение среднего уровня жизни может начаться с 2020-х годов, вследствие превышения экологических и экономических пределов роста населения и промышленного производства, исчерпания легкодоступных запасов невозобновляемых ресурсов, деградации сельхозугодий, прогрессирующего социального неравенства и роста цен на ресурсы и продовольствие в развивающихся странах.
Авторы подчёркивали, что для реализации каждого из 7 благоприятных сценариев требуются не столько технологические прорывы, сколько политические и социальные изменения, в том числе жёсткий контроль рождаемости на уровне естественной убыли:

1. Если текущие тенденции роста в населении Земли, индустриализации, загрязнении окружающей среды и истощении природных ресурсов останутся без изменений, пределы роста цивилизации на этой планете будут достигнуты примерно за столетие. Наиболее вероятный исход в таком случае — быстрое и бесконтрольное сокращение населения и промышленного производства.
2. Человечество вполне в силах контролировать тенденции роста для создания условий экологического и экономического равновесия на очень отдалённую перспективу. Условия равновесия с природой вполне могут обеспечить каждому жителю планеты Земля как необходимый цивилизованный уровень жизни, так и неограниченные возможности духовного развития личности.
3. Если человечество хочет достичь второго исхода, а не первого, чем скорее мы начнем контролировать тенденции роста, тем выше наши шансы.

## Модель World3 1992 года
В 1993 году Донелла Медоуз, Йорген Рандерс и Деннис Медоуз опубликовали книгу под названием «За пределами роста», которая содержала корректировку сценариев первоначальной модели на основе 20-летних данных с момента опубликования первого доклада.
К началу 1990-х годов только Китайская Народная Республика проводила сознательную политику ограничения рождаемости, приблизительно соответствующую сценарию 8. В остальных странах, в том числе беднейших, меры по ограничению рождаемости были малоэффективны или ничего не предпринималось. Одновременно существенно замедлились исследования в области ядерной энергетики, в том числе реакторов-бридеров и управляемого термоядерного синтеза, а внедрение возобновляемых источников энергии явно отставало от индустриализации. Таким образом, реализация благоприятных сценариев 4—11 стала недостижимой.

## Модель World3 2004 года
Предпоследняя обновленная версия доклада была опубликована в виде книги в 2004 году под названием «Пределы роста: 30 лет спустя». Указано, что с 1950 по 2000 годы годовое потребление человечеством ископаемых энергоресурсов выросло примерно в 10 раз (нефти — в 7, а природного газа — в 14 раз), при том, что население планеты за этот же период выросло в 2,5 раза. В модель добавлены 2 новые переменные: индикатор благосостояния среднестатистического жителя планеты и экологическая нагрузка — показатель суммарного воздействия человека на окружающую среду.
По мнению группы Медоуза, с 1990-х годов человечество уже превысило пределы самоподдержания экосистем Земли. Благоприятные сценарии модели 1972 года (с высоким или средним уровнем потребления) стали недостижимы, так как численность населения мира в 2000 году (6 млрд), потребление природных ресурсов и разрушение окружающей среды соответствовали наиболее неблагоприятному (базовому) сценарию. Время на реализацию благоприятных сценариев было упущено. В книге Медоуз приходит к выводу, что если в ближайшее время не произвести «серьёзную коррекцию» потребления человечеством природных ресурсов, то коллапс человечества в той или иной форме (социально-экономической, экологической, в виде множества локальных конфликтов) будет неизбежен, и «наступит он ещё при жизни нынешнего поколения».
В модели 2004 года оптимальный (равновесный) сценарий — это сценарий № 9 («Ограничение роста + усовершенствованные технологии»), для реализации которого требуются следующие меры:
- ограничение рождаемости (не более двух детей на 1 семью с 2002 года), с целью плавной стабилизации населения Земли к 2050 году на уровне 8 млрд человек;
- совершенствование технологий, для сокращения потребления невозобновляемых ресурсов на единицу промышленной продукции на 80 %, а выбросов загрязнений на неё — на 90 % к 2100 году;
- сдерживание роста производства товаров и услуг на душу населения, с плавной стабилизацией объёмов производства к 2020 году;
- повышение урожайности в сельском хозяйстве, с постепенным переходом на более экологически чистые технологии.

В указанном сценарии, при условии разумного и согласованного ведения мирового хозяйства, экономии мировых ресурсов, можно было бы обеспечить для всего населения устойчивый средне-низкий уровень потребления (на уровне граждан европейских стран с низким уровнем дохода). Для этого, помимо технологических прорывов, основные усилия мирового сообщества должны быть сосредоточены на повышении и выравнивании среднего уровня жизни населения планеты, так как, по мнению Д. Медоуза, глобальное падение среднего уровня жизни неизбежно, а сокращение социального неравенства — это путь к стабилизации населения.

### Сравнение прогнозов World3 с реальными данными
В 2008 Грэм Тёрнер (Graham Turner) из CSIRO (Австралия) опубликовал статью, в которой сравнивал прогнозы «Пределов» с данными за 30 лет, прошедшими после публикации. Он пришёл к выводу, что текущее производство индустриальных товаров и еды, загрязнение среды соответствуют значениям, предсказанным в модели 1972 года.
В 2016 году численность населения мира превысила 7,3 млрд человек; рубеж в 8 млрд, по прогнозам ООН, сделанным в 2012 году, будет преодолён в 2025 году, 9,7 млрд — в 2050 году. По прогнозам корпорации «BP», сделанным в 2013 году, мировых доказанных запасов нефти и газа хватит на 53—56 лет (при уровне добычи 2012 года). С 1990 года площадь пахотных земель в мире практически не увеличивается, а распахивание новых, менее удобных площадей, может привести к удорожанию производства сельхозпродукции и к отрицательным последствиям для экологии — опустыниванию, как это происходит в Африке. Между тем, как считают эксперты ФАО, чтобы прокормить растущее население мира, к 2050 году потребуется увеличить глобальное производство продовольствия на 60 %, в основном на уже существующих пахотных землях и в условиях изменения климата.

## Модель World4 2012 года
Последняя обновлённая версия доклада была опубликована в виде книги Йоргена Рандерса (один из авторов оригинального доклада) в 2012 году под названием «2052: A Global Forecast for the Next Forty Years»

## Критика
После публикации некоторые экономисты, учёные и политики критиковали доклад. Они высказывали сомнения в методологии, вычислениях, выводах, риторике и авторах проекта. Экономист Йельского университета Генри Уоллик (Henry C. Wallich) соглашался, что рост не может продолжаться вечно, но считал, что естественный ход событий предпочтительнее вмешательств. Уоллик заявил, что технология сможет решить все поднятые в докладе проблемы, но только в случае, если рост продолжится. Если же остановить рост слишком рано, миллиарды человек будут обречены на постоянную нищету.
В современном мире идея бесконечного научно-технического развития периодически подвергается сомнению. Ставится вопрос: могут ли пределы развития быть следствием фундаментальных законов природы?
Критики считали, что модель игнорирует технологические разработки, которые могут предотвратить разрушение окружающей среды, и игнорирует способность свободных рынков подстраиваться под меняющиеся ситуации благодаря своей экономической гибкости.
За прошедшие тридцать лет, под влиянием критики в модель были добавлены критерии влияния технологий: ограничение рождаемости, «зелёные» технологии в сельском хозяйстве, энергосбережение и др. Кроме того, авторы модели говорят, что технология и рынки реализуют те цели, ради которых их создало человечество. Если цель общества — использование природы для своих нужд, обогащение элит через финансовые институты и мышление только на ближайшее будущее, то весь комплекс технологий, которые будут разработаны, и вся деятельность свободных рынков не обязательно предотвратят продолжение современной тенденции разрушения Земли.
Причём экологическая система продолжает функционировать даже тогда, когда она имеет тенденцию к разрушению.
Когда рынки начнут получать сигналы разрушения, будет слишком поздно для внесения изменений. И даже вся гибкость рынка не поможет избежать коллапса человечества.
Авторы «Пределов роста» предлагают любому желающему самостоятельно проверить все их выкладки и расчёты, получив у них математические формулы и программный код модели.